# Pieds d'argile
Pieds d'argile est le dix-neuvième livre des Annales du Disque-monde de l'écrivain anglais Terry Pratchett.
L'œuvre originale fut publiée en 1996 sous le titre Feet of Clay. La traduction française est de Patrick Couton.

## Résumé
À Ankh-Morpork, de nombreux industriels utilisent des golems comme main-d'œuvre, mais ils sont peu appréciés de la population qui se méfie d'eux. La situation empire lorsque deux meurtres se produisent, apparemment commis par un golem.
Le patricien Havelock Vétérini est victime d'une tentative d'empoisonnement, et certains voudraient en profiter pour remettre un roi à sa place. Chicard, qui serait le dernier descendant d'une famille noble, leur parait l'homme de la situation.
Les hommes, femmes, et créatures diverses du guet municipal d'Ankh-Morpork tentent de dénouer les fils imbriqués de ces affaires.

## Thèmes
- Les robots, représentés ici par les golems : on retrouve des thèmes développés par Isaac Asimov dans ses nouvelles de la série des Robots. Par exemple : leur capacité à faire du mal aux humains, sont-ils vraiment vivants, leur exploitation par les humains et le mépris dont ils sont la cible.
- Le sexe des nains : les nains hommes et femmes sont très difficiles à différencier, et montrer cette différence est considéré comme inconvenant. L'agent Petitcul tente pourtant d'affirmer sa féminité, avec l'aide d'Angua. Tolkien faisait déjà allusion à cette ressemblance entre les deux sexes dans Le Seigneur des anneaux.

## Personnages
- Les agents du guet:
  - Le commissaire divisionnaire Samuel Vimaire
  - Le capitaine Carotte Fondeurenfersson
  - Angua qui vit mal son existence de loup-garou et pense de plus en plus à retourner dans son pays, l'Uberwald
  - Le sergent Frédéric Côlon, à l'approche de la retraite
  - Le caporal Chicard aux origines nobles
- Le patricien Havelock Vétérini
- L'agent Hilare/Hilaria Petitcul